# Bano Traoré
Pour les articles homonymes, voir Traoré.
Bano Traoré (né le 25 avril 1985 à Ivry-sur-Seine) est un athlète français, puis malien, spécialiste du 110 mètres haies. Son club est le CA Montreuil. Il mesure 1,80 m pour 65 kg
Son record personnel (13 s 54, avec un vent de 1,7 m/s) a été obtenu en demi-finale des championnats de France à Niort le 5 août 2007. Il le porte à 	 13 s 49 (+ 1,9 m/s) à Font-Romeu le 13 juillet 2008.
En 2007, il est sélectionné en équipe de France aux Championnats du monde d'athlétisme 2007.
Il représente le Mali aux Championnats du monde à Pékin[Quand ?].